# (110294) Victoriaharbour
(110294) Victoriaharbour est un astéroïde de la ceinture principale.

## Description
(110294) Victoriaharbour est un astéroïde de la ceinture principale. Il fut découvert le 25 septembre 2001 à l'Observatoire Desert Eagle par William Kwong Yu Yeung. Il présente une orbite caractérisée par un demi-grand axe de 2,68 UA, une excentricité de 0,02 et une inclinaison de 13,4° par rapport à l'écliptique.

## Compléments